# Pierre-Célestin Tshitoko Mamba
Pierre-Célestin Tshitoko Mamba (Kolwezi, República Democrática do Congo, 23 de fevereiro de 1956) é um ministro católico romano e bispo de Luebo.
Em 22 de agosto de 1982, Pierre-Célestin Tshitoko Mamba recebeu o Sacramento da Ordem para a Arquidiocese de Kananga.
Em 7 de janeiro de 2006, o Papa Bento XVI o nomeou ao bispo do Luebo. O Arcebispo de Kananga, Godefroid Mukeng'a Kalond CICM, consagrou-o bispo em 25 de março do mesmo ano; Os co-consagradores foram o Bispo de Kabinda, Valentin Masengo Mkinda, e o Bispo de Mweka, Gérard Mulumba Kalemba.